# Puyuxiang (ort i Kina, Shaanxi, lat 34,05, long 109,99)
Puyuxiang (kinesiska: 蒲峪乡) är en ort i Kina. Den ligger i provinsen Shaanxi, i den nordvästra delen av landet, omkring 100 kilometer öster om provinshuvudstaden Xi'an. Antalet invånare är 5 441. Befolkningen består av 2 598 kvinnor och 2 843 män. Barn under 15 år utgör 15,0 %, vuxna 15-64 år 76 %, och äldre över 65 år 8,0 %.
Runt Puyuxiang är det ganska tätbefolkat, med 172 invånare per kvadratkilometer. Närmaste större samhälle är Weidongzhen, 8,1 km norr om Puyuxiang. Trakten runt Puyuxiang består till största delen av jordbruksmark.
Genomsnittlig årsnederbörd är 755 millimeter. Den regnigaste månaden är juli, med i genomsnitt 150 mm nederbörd, och den torraste är december, med 3 mm nederbörd.